# Железнодорожная улица (Салават)
Железнодорожная улица — улица в Салавате. Расположена между огородами и поселком Мусино.

## История
Название улицы связано с проложенной на ней в 1950 году железной дорогой. Необходимость железной дороги была связана со строительством В Салавате железобетонного завода и необходимостью для него гравийной смеси. Гравийная смесь добывалась у реки Белая. К карьеру и была проложена железная дорога.  
Застройка улицы началась в 1949 году. Улица застроена частными 1—2-этажными домами. Одна сторона улицы выходит на жилые дома  поселка Мусино, другая — на садовое товарищество.
По улице было проложена железная дорога, ведущая к деревообрабатывающему комбинату Салавата и карьеру на реке Белая. Железнодорожное полотно на улице снесено в 80-х годах XX века. Под землей были проложены трубы водоснабжения посёлка Мусино.

## Трасса
Железнодорожная улица начинается от улицы Гончарова и заканчивается на улице Тагирова
.

## Транспорт
По Железнодорожной улице общественный транспорт не ходит.